# Centrolene geckoideum
Centrolene geckoideum är en groddjursart som beskrevs av Jiménez de la Espada 1872. Centrolene geckoideum ingår i släktet Centrolene och familjen glasgrodor. IUCN kategoriserar arten globalt som sårbar. Inga underarter finns listade i Catalogue of Life.